# Великий магистр Священного Апостольского Странноприимного Дома
Великий магистр Священного Апостольского Странноприимного Дома (итал. Gran Maestro del Sacro Ospizio), или генерал-квартирмейстер Священных дворцов, является наследственным должностным лицом Папского дома. 28 июня 1808 года папа римский Пий VII назначил князя Франческо Русполи великим магистром на наследственной основе.
Великий магистр — один из тайных камергеров и единственный мирянин член Знатной Тайной Передней, также как и участник среди тайных камергеров Меча и Никидки (которые были все мирянами, традиционно занимая наследственные посты). Реформы Папской курии упразднили пост в 1968 году, однако глава рода Русполи продолжает носить почётный титул великого магистра.

## Лица занимающие этот пост по времени
- 1808—1829 — князь Франческо Русполи, III князь Черветери;
- 1829—1842 — князь Алессандро Русполи, IV князь Черветери;
- 1842—1876 — князь Джованни Русполи, V князь Черветери;
- 1876—1907 — князь Франческо Русполи, VI князь Черветери;
- 1907—1942 — князь Алессандро Русполи, VII князь Черветери (пост был подтверждён 26 мая 1916 года);
- 1942—1989 — князь Франческо Мария V Русполи, VIII князь Черветери;
- 1989—2005 — князь Алессандро «Дадо» Русполи, IX князь Черветери;
- 2005— по настоящее время — князь Франческо Русполи, X князь Черветери.